# Биволът
„Биволът“ е български телевизионен игрален филм от 2004 година на режисьора Димитър Шарков.

## Актьорски състав
- Стефан Данаилов – професор Ангелов
- Ана Пападопулу
- Деян Донков
- Златина Тодева
- Бойка Велкова